# Andy Koyama
Andy Koyama (* 18. April 1962 in Toronto) ist ein kanadischer Toningenieur.

## Leben und Karriere
Koyama wuchs in Toronto auf und studierte an der University of Toronto mit einem Schwerpunkt in Technischer Physik.
Nach seinem Studium arbeitete er als Musiker und Toningenieur, bevor er 12 Jahre beim Deluxe Tonstudio in Toronto angestellt war, wo er unter anderem den Ton für Film- und Fernsehproduktionen mischte. Im Jahr 2000 zog er nach Los Angeles und arbeitete dort bei Universal Studios, Sony Pictures Entertainment und Todd-AO, bevor er zur Formosa Group wechselte.
Bei der Oscarverleihung 2014 wurden Koyama und seine Kollegen David Brownlow und Beau Borders für ihre Arbeit an Lone Survivor in der Kategorie Bester Ton nominiert.

## Filmografie (Auswahl)
- 1992: Beethoven Lives Upstairs (Fernsehfilm)
- 1993: The Incredible Crash Dummies (Fernsehfilm)
- 1993: Mumie – Tal des Todes (The Mummy Lives)
- 1994: Fun – Mordsspaß (Fun)
- 1994: Chain of Command
- 1994: Twin Sitters
- 1995: Gladiator Cop
- 1996: Bogus
- 1997: Henry und Verlin (Henry & Verlin)
- 1997: Lolita
- 1998: Jerry and Tom
- 1998: Tödlicher Irrtum (Double Take)
- 1998: The Big Hit
- 1998: Knock Off
- 1998: Chucky und seine Braut (Bride of Chucky)
- 1999: The 24 Hour Woman
- 1999: Eine wie keine (She’s All That)
- 1999: In Too Deep
- 1999: Hurricane (The Hurricane)
- 1999: Jacob Two Two Meets the Hooded Fang
- 1999: From Dusk Till Dawn 3 – The Hangman’s Daughter
- 2000: Bruiser
- 2000: Girls United (Bring It On)
- 2000: Meine Braut, ihr Vater und ich (Meet the Parents)
- 2001: Save the Last Dance
- 2001: Einmal Himmel und zurück (Down to Earth)
- 2001: Lara Croft: Tomb Raider
- 2001: American Pie 2
- 2001: Zoolander
- 2002: About a Boy oder: Der Tag der toten Ente (About a Boy)
- 2002: Undercover Brother
- 2002: Juwanna Mann
- 2002: Austin Powers in Goldständer (Austin Powers in Goldmember)
- 2002: Pluto Nash – Im Kampf gegen die Mondmafia (The Adventures of Pluto Nash)
- 2003: The Core – Der innere Kern (The Core)
- 2003: 2 Fast 2 Furious
- 2003: I’ll Be There
- 2003: Honey
- 2004: … und dann kam Polly (Alon Came Polly)
- 2004: White Chicks
- 2004: Im Feuer (Ladder 49)
- 2004: Meine Frau, ihre Schwiegereltern und ich (Meet the Fockers)
- 2005: The Game of Their Lives
- 2005: Aurora Borealis
- 2005: Honeymooners (The Honeymooners)
- 2005: Solange Du da bist (Just Like Heaven)
- 2006: Der rosarote Panther (The Pink Panther)
- 2006: Big Mama’s Haus 2 (Big Momma’s House 2)
- 2006: In den Staub geschrieben (Ask the Dust)
- 2006: She’s the Man – Voll mein Typ! (She's the Man)
- 2006: The Fast and the Furious: Tokyo Drift
- 2006: Das Omen (The Omen)
- 2006: Littleman
- 2006: S.H.I.T. – Die Highschool GmbH (Accepted)
- 2006: Deck the Halls
- 2007: Tödliche Währung – Abgerechnet wird zum Schluss (Illegal Tender)
- 2007: The Comebacks
- 2008: Willkommen zu Hause, Roscoe Jenkins (Welcome Home, Roscoe Jenkins)
- 2008: Der unglaubliche Hulk (The Incredible Hulk)
- 2008: The Express
- 2009: Mitternachtszirkus – Willkommen in der Welt der Vampire (Cirque du Freak: The Vampire’s Assistant)
- 2009: New Moon – Bis(s) zur Mittagsstunde (The Twilight Saga: New Moon)
- 2009: Iron Cross
- 2010: Zu scharf um wahr zu sein (She’s Out of My League)
- 2010: Dinner für Spinner (Dinner for Schmucks)
- 2010: Burlesque
- 2011: Love
- 2011: The Roommate
- 2011: World Invasion: Battle Los Angeles (Battle: Los Angeles)
- 2011: Soul Surfer
- 2011: Mr. Poppers Pinguine (Mr. Popper’s Penguins)
- 2011: The Grey – Unter Wölfen (The Grey)
- 2012: Noch tausend Worte (A Thousand Words)
- 2012: Battleship
- 2012: Der Diktator (The Dictator)
- 2013: The Last Stand
- 2013: Iron Man 3
- 2013: Carrie
- 2013: Lone Survivor
- 2013: Dinosaurier 3D – Im Reich der Giganten (Walking with Dinosaurs 3D)
- 2014: Young Ones
- 2014: Dead Snow: Red vs. Dead (Død Snø 2)
- 2014: Million Dollar Arm
- 2014: Nightcrawler – Jede Nacht hat ihren Preis (Nightcrawler)
- 2014: John Wick
- 2014: Manolo und das Buch des Lebens (The Book of Life)
- 2014: Selma
- 2015: My All-American
- 2016: The Finest Hours
- 2016: Incarnate
- 2016: Die Unfassbaren 2 (Now You See Me 2)
- 2016: Nocturnal Animals